# Real de Guinea portuguesa
El real (en plural: Réis) fue la moneda de curso legal en Guinea portuguesa hasta el año 1914. Poseía paridad absoluta con el real portugués. Esta unidad monetaria se caracterizaba por estar compuesta solo por billetes.
El real fue reemplazado por el escudo guineano a una tasa de cambio de: 1 escudo = 1000 reales.

## Billetes
El papel moneda emitido específicamente para Guinea Portuguesa se imprimió por primera vez en 1909, complementando a la divisa portuguesa. Las denominaciones producidas fueron entre 1000 Reales (1 mil réis) y los 50 000 reales (50 mil réis).